# Aserbaidschanische Nationalbibliothek
Die Aserbaidschanische Nationalbibliothek (aserbaidschanisch Mirzə Fətəli Axundov adına Azərbaycan Milli Kitabxanası) in Baku ist die Nationalbibliothek und das Literaturarchiv von Aserbaidschan. Sie ist nach dem aserbaidschanischen Schriftsteller und Philosophen Mirzə Fətəli Axundov benannt.

## Geschichte
Die Bibliothek wurde 1922 gegründet und am 23. Mai 1923 eröffnet. Sie trug zunächst den Namen Allgemeine Bibliothek und staatliches Buchdepot von Aserbaidschan und war in einem Gebäude untergebracht, in dem sich jetzt das Präsidium der Nationalen Akademie der Wissenschaften Aserbaidschans befindet. 1939 wurde sie nach Mirzə Fətəli Axundov benannt. Das heutige Bibliotheksgebäude im Stadtzentrum von Baku wurde 1947 vom Architekten Mikayıl Hüseynov entworfen und 1959 fertiggestellt. Seine Außenseite zieren Statuen von Dichtern wie Nezāmi, Mahsati oder Alexander Puschkin. Der Status einer Nationalbibliothek wurde der Bibliothek im Jahre 2004 verliehen.

## Bestände und Nutzung
Die Bibliothek besitzt etwa 4,5 Millionen Medieneinheiten, darunter umfangreiche historische Bestände und eine Musikabteilung mit etwa 175.000 Medieneinheiten (Noten, Bücher, Zeitschriften und Tonträger). Sie ist die einzige Bibliothek, die über Mikrofilme und Fotografien von aserbaidschanischen Zeitungen aus der Zeit vor der Eroberung durch die Rote Armee 1920 verfügt. Die Bibliothek verfügt über 13 Lesesäle; sie ist eine Präsenzbibliothek ohne Heimausleihe.